# IFA H6
Der IFA H6 (Horch, 6 Tonnen Nutzlast) ist ein in der DDR gebauter mittelschwerer Lastkraftwagen, der die Lkw-Modellpalette neben dem parallel entwickelten IFA H3A nach oben ergänzte.

## Geschichte
Die Entwicklung des Lkw begann im Zweiten Weltkrieg bei der Vogtländischen Maschinenfabrik AG (Vomag). Da die Vomag kurz nach dem Zweiten Weltkrieg von der sowjetischen Besatzungsmacht komplett demontiert und zerschlagen worden war, wurde die Entwicklung bei der Auto Union AG beziehungsweise bei Horch fortgesetzt.
Vorgestellt wurde der H6 auf der Leipziger Frühjahrsmesse 1951. Produziert wurde er von 1952 bis 1959 im VEB Kraftfahrzeugwerk „Ernst Grube“ Werdau, das Teil des Industrieverbands Fahrzeugbau (IFA) war. Bis 1945 waren es die Schumann-Werke in Werdau (Sachsen). Zeitweise wurden bis zu 100 Fahrzeuge im Monat gebaut.
Der H6 war damals der Lkw der DDR mit der höchsten Nutzmasse und zeichnete sich durch seine hohe Zuverlässigkeit aus. Nach Einstellung der Produktion wurde vermutlich als Ersatz für diesen schweren Lkw in geringem Umfang eine Sattelzugmaschine von Gräf & Stift importiert. Die Einstellung der Fertigung folgte RGW-Plänen, nach denen schwere Lkw künftig von anderen sozialistischen Ländern produziert und geliefert werden sollten. Unter anderem waren das Tatra und später KamAZ.
Der H6 gehörte ebenso zum Straßen- und Stadtbild der DDR der 1950er- bis 1970er-Jahre wie die Busvariante H6B.

## Technik

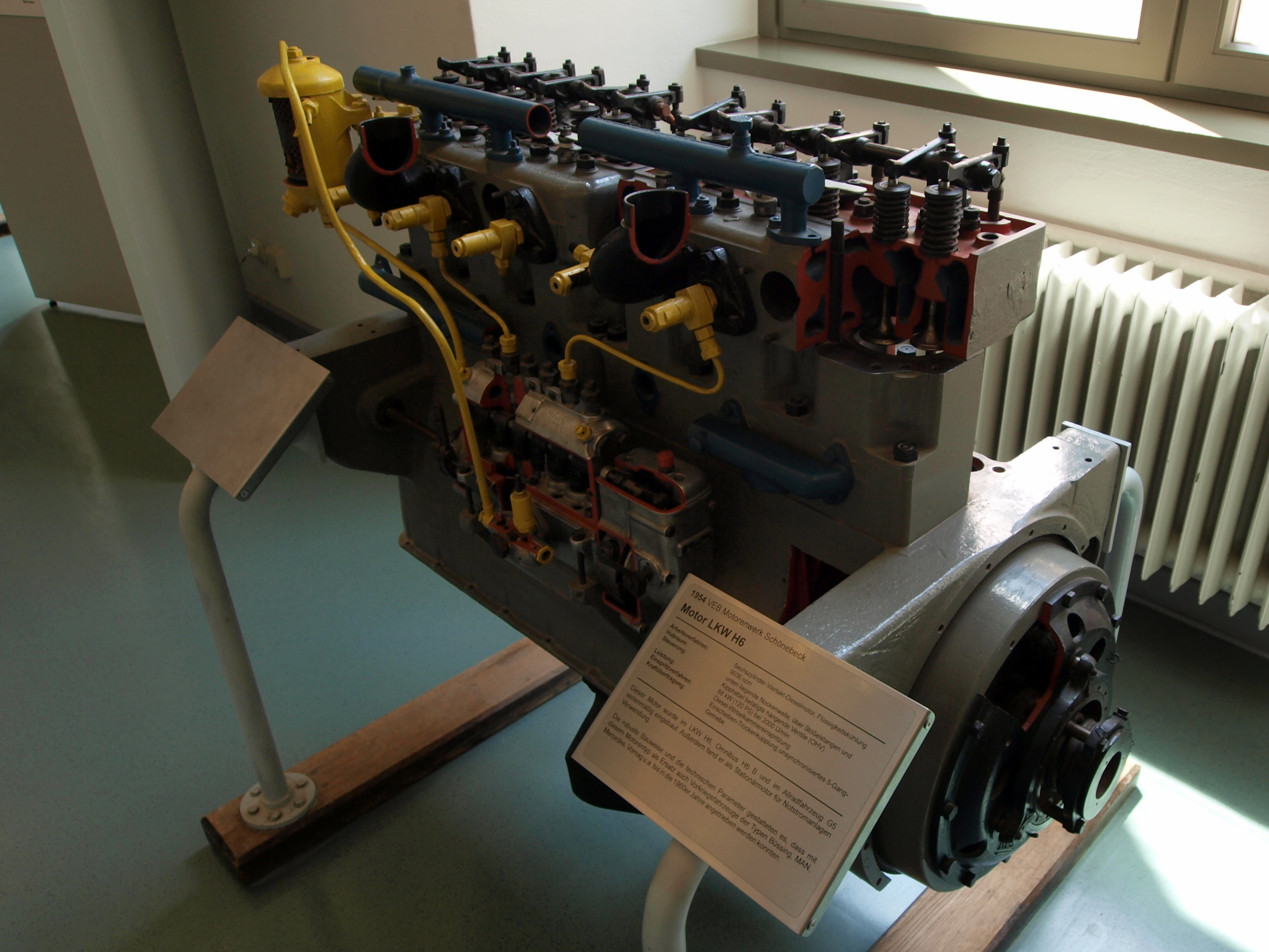
Schnittmodell des 120-PS-Motors von 1954 im Verkehrsmuseum Dresden.

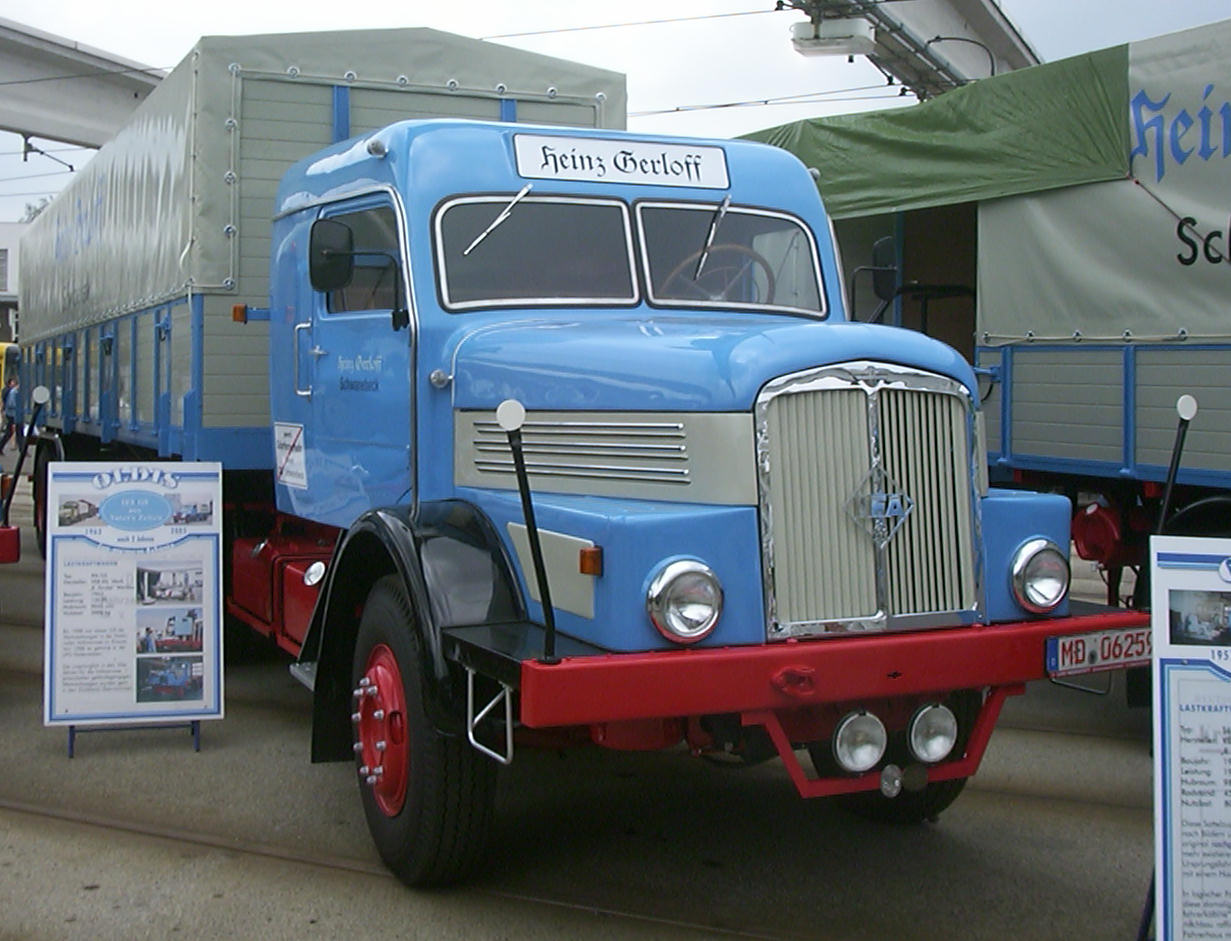
H6 als Sattelzugmaschine IFA S6

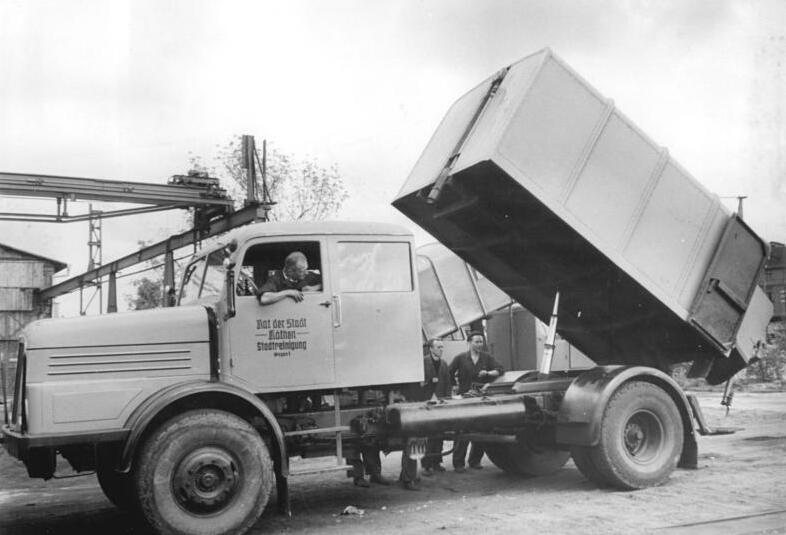
H6 mit langer Kabine, Aufbau: Spezialmüllwagen

Der H6 hat zwei Achsen und ist über eine Kardanwelle hinterradgetrieben. Der Lkw ist ein sogenannter Langhauber (Lkw mit „Schnauze“). Die Busse und einige Spezialanfertigungen sind als Frontlenker ausgeführt.
Auch wurde auf Basis des H6 als Z6 oder Z6S eine Zugmaschine zur Verwendung als Sattelzugomnibus produziert. Hierbei kamen zum Teil aus den Niederlanden importierte Auflieger von DAF bzw. Werkspoor zum Einsatz, die ab 1946 als Sattelzugmaschine PT42 von Crossley Motors gebaut wurden und in der DDR beim VEB Wismut, bis Mitte der 1960er Jahre in verschiedenen Großbetrieben im Werksverkehr sowie bei den Dresdner Verkehrsbetrieben eingesetzt wurden.
- Getriebe: 5-Gang-Wechsel-Getriebe mit Klauenschaltung
- Zulässige Nutzmasse: 6 t
- Höchstgeschwindigkeit auf der Straße: 54 km/h, mit H6B-Hinterachse ca. 80 km/h
- Ausführungen/Aufbauten: Möbelwagen, Fernlaster, Kipper, Koffer, Pritsche mit Plane, Zugmaschine (kürzeres Chassis), Kranaufbau sowie Autokran und andere.

Ausgeliefert wurden die meisten Modelle mit dem wassergekühlten Reihen-6-Zylinder-Wirbelkammermotor vom Typ EM 6-20 mit einem Hubraum von 9036 cm³ und 120 PS. Die Motoren wurden auf Basis von VOMAG-Konstruktionszeichnungen im IFA-Horch-Werk in Zwickau entwickelt und zunächst auch dort hergestellt. 1954 wurde die Produktion aus Kapazitätsgründen in das Dieselmotorenwerk Schönebeck verlegt. Die Weiterentwicklung mit 9840 cm³ Hubraum und 150 PS wurde 1956 in Serie gebracht, jedoch hielten die Getriebe der Leistungssteigerung nicht stand, so dass die Motoren gedrosselt werden mussten. Seitdem verstärkte Getriebe zur Verfügung standen, gab es den 150-PS-Motor in Serie. Im Rahmen der Instandsetzungen erhielten so gut wie alle Fahrzeuge diesen Motor. Im Dieselmotorenwerk Schönebeck wurde auf Basis des H6-Motors später unter anderem das Aggregat 6VD14,5/12-1SRW mit 190 PS entwickelt, das für Bau- und Landmaschinen bestimmt war. Da die Einbaumaße dem Original sehr ähnlich waren, wurden auch viele Fahrzeuge nachträglich mit dem 190-PS-Motor bestückt. Heute ist kein erhaltenes Fahrzeug mit 120-PS-Motor bekannt.
Die Lkw H6 und G5, die etwa zur gleichen Zeit in Werdau gebaut wurden, weisen zum Teil gleiche Baugruppen auf. Im Gegensatz zum G5 war der H6 für den zivilen Einsatz bestimmt.
Den H6 gab es neben dem Omnibus H6B in verschiedenen Varianten und Spezialausführungen. Unter anderem produzierte der VEB Spezialfahrzeugwerk Berlin im Jahre 1957 eine Serie von 50 Baggersaugwagen, die erstmals eine mechanische Säuberung von Gullischächten in der DDR ermöglichten.

## Gestoppte Weiterentwicklung
Bei der Entwicklung des Autodrehkrans Panther wurde zum Teil auf Baugruppen des H6 zurückgegriffen. Vom H6 ausgehend wurde der IFA N7 mit einem Niederrahmenfahrgestell konstruiert, er kam nicht über den Prototypstatus hinaus.
Der Nachfolger des H6, der AZ57, war 1959 fertig entwickelt und serienreif. Der AZ57 war im Gegensatz zum Lkw H6 ein Frontlenker. Die ab 1960 geplante Serienproduktion konnte jedoch nicht aufgenommen werden, da die Produktion von Nutzfahrzeugen über 5 t Nutzlast und Bussen im Rahmen der Arbeitsteilung innerhalb des RGW anderen sozialistischen Staaten zugeteilt wurde. Diese Zuteilung beruhte allerdings auf einer Initiative, die von der staatlichen Plankommission der DDR selbst ausging. Diese drängte aktiv darauf, die Produktion größerer Lkw in der DDR zu beenden und stattdessen durch Importe aus dem RGW-Raum abzudecken. Hintergrund war die Unterfinanzierung des Automobilsektors, die es unmöglich machte, eine breitere Palette Fahrzeugtypen in wirtschaftlich rentablen, großen Stückzahlen zu produzieren. Anstatt Investitionen freizugeben, wurden lediglich bestehende Mittel umverteilt. So wurde die S4000-Produktion aus Zwickau nach Werdau verlegt, um in Zwickau Kapazitäten für den Trabant zu schaffen. In Werdau wiederum musste im Gegenzug die Produktion der bisherigen Lkw- und Bustypen beendet werden, wobei der Typ G5 auf Drängen der NVA noch einige Jahre weitergebaut wurde. Erst ab 1987 wurde in der DDR nach langwierigen Bemühungen wieder ein 6-Tonner mit Sechszylindermotor produziert, der IFA L60.